# Grabow-Below
Grabow-Below es un municipio situado en el distrito de Llanura Lacustre Mecklemburguesa, en el estado federado de Mecklemburgo-Pomerania Occidental (Alemania), a una altura de 80 metros. Su población a finales de 2016 era de 100 habs. y su densidad poblacional, 8 hab/km².
Se encuentra junto a la frontera con el estado de Brandeburgo.